# یونیون‌ویل (شهرستان چستر، پنسیلوانیا)
یونیون‌ویل (به انگلیسی: Unionville) یک منطقهٔ مسکونی در ایالات متحده آمریکا است که در پنسیلوانیا واقع شده‌است.